# Murdannia gardneri
Murdannia gardneri är en himmelsblomsväxtart som först beskrevs av Moritz August Seubert, och fick sitt nu gällande namn av Gerhard Brückner. Murdannia gardneri ingår i släktet Murdannia och familjen himmelsblomsväxter. Inga underarter finns listade.